# Muyesser Abdul'ehed
Muyesser Abdul'ehed (Ghulja, ...) è una poeta, insegnante e attivista cinese di etnia uigura che si è pronunciata contro l'internamento civile di persone del suo gruppo etnico da parte delle autorità cinesi. Insegna la lingua madre ai bambini della diaspora uigura.

## Biografia
Abdul'ehed è nata a Ghulja, una città nel nord della regione autonoma a maggioranza musulmana degli Uiguri dello Xinjiang, in Cina, a metà degli anni '80. Ha studiato medicina presso l'Università di Pechino, seguita da un master in sanità pubblica presso un'università malese. Durante il corso di laurea ha iniziato a scrivere poesie e dopo la laurea ha deciso di intraprendere una carriera nell'ambito della scrittura creativa.

### Vita privata
Dal 2020, Hendan vive a Istanbul, e racconta spesso di come suo padre si aspettava che la famiglia venisse imprigionata a causa dei disordini civili. Dal 2017, quando lo stato cinese ha avviato un programma di internamento di massa e prigionia nei confronti di uiguri, kazaki e altri cittadini musulmani, ha perso i contatti con la sua famiglia, parlando dei suoi sentimenti di colpa come sopravvissuta. La sua famiglia è stata costretta a cessare i contatti con lei a causa delle pressioni dello stato autoritario in Cina, dove anche il contatto con un parente all'estero è motivo di arresto. La sua convinzione è che anche suo cugino, Erpat Ablekrem, giocatore di football professionista, sia stato internato a seguito del contatto avuto con lei.

## Carriera
Nel 2013 Abdul'ehed si è trasferita in Turchia, dove ha fondato l'organizzazione Ayhan Education, con lo scopo di promuovere la lingua uigura nelle comunità della diaspora, attraverso la pubblicazione di una rivista in lingua uigura scritta da bambini e rivolta ai loro coetanei., la rivista Four Leaf Clover. Prima della pandemia di COVID-19, Hendan dava lezioni di lingua di persona, passando in seguito alle lezioni online, modalità che le ha permesso di raggiungere più studenti.
Gli scritti di Abdul'ehed si concentrano sull'esperienza degli uiguri costretti a vivere nei campi di internamento. Il suo romanzo Kheyr-khosh, quyash (Addio al sole) è il primo romanzo che descrive i campi di rieducazione dello Xinjiang. Parte del suo lavoro si concentra sulle esperienze delle donne, inclusa una poesia che racconta il punto di vista di una moglie il cui marito è internato.

## Premi
Hendan è stata inserita sulla lista delle 100 Women della BBC annunciata il 23 novembre 2020.

## Pubblicazioni (selezione)
- Kheyr-khosh, quyash (2020)[1]
- He Was Taken Away (2020)
- Missing you is painful (2012)[9]